# 庫卡庫卡人

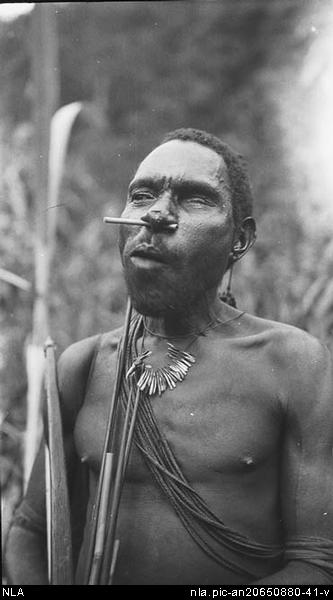
一名庫卡庫卡人男性，攝於1931年

庫卡庫卡人(Kukukuku，發音為"cookah-cookah")，也稱安加人(Angu、Änga)，是一支講安加語的小型人類族群，生活在巴布亞紐幾內亞莫雷貝省的西南部高山地區。該族群身材矮小，成年男性一般不超過5英尺，卻以猛烈的侵略性聞名。過去經常向低海拔的鄰近部落進行突襲，使當地人聞之色變。

## 名稱
關於「庫卡庫卡」的名稱來源，有兩種不同的傳說:
1. 過去曾有一位澳大利亞的政府巡邏官員在聆聽安加人說話後，描述安加語活像「把一堆可口可樂瓶蓋倒在地上」，並發出「庫卡庫卡」的聲音。由於安加語有很多小舌音，故有此一聯想。
2. 安加人則認為該名稱來自與西方的第一次接觸。一對父子遇上政府巡邏人員，對方詢問他們的身分，父親回答:「他是我的兒子。」而使用了「kouka」一詞，意思是「男人」或「男孩」。

## 文化
庫卡庫卡人生活在寒冷的高海拔山區，但他們的衣飾卻相當簡單，僅著草裙、獸毛製的胯飾 （页面存档备份，存于）、及一種稱為「mals」的樹皮打製斗篷。
此外，他們最為外界所知的還有燻屍木乃伊與男性間的少年愛文化。 年輕的男性必須與部落中的其他年長男性進行性行為直至結婚。 該文化常見於北方父權制較強的部落，而不見於南方性別較為平權的部落。

## 語言、現況
目前還會講安加語的人口約為45,000。最大的庫卡庫卡人部落Hamtai除致力發展並保存安加語外，也利用燻屍推動觀光產業，以此獲得收入。